# Gynoplistia nigrobimbo
Gynoplistia nigrobimbo är en tvåvingeart som beskrevs av Alexander 1923. Gynoplistia nigrobimbo ingår i släktet Gynoplistia och familjen småharkrankar. Inga underarter finns listade i Catalogue of Life.